# 湖北眼子菜
湖北眼子菜（学名：Potamogeton hubeiensis）为眼子菜科眼子菜属下的一个种。

## 扩展阅读
維基物種上的相關：湖北眼子菜